# Nesohedyotis
Nesohedyotis là một chi thực vật có hoa trong họ Thiến thảo (Rubiaceae).

## Loài
Chi Nesohedyotis gồm các loài: